# Johann I. Debranin

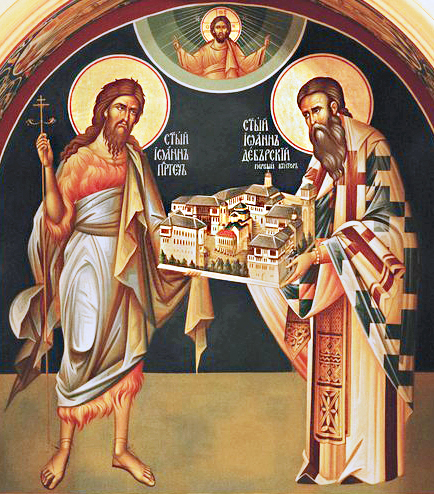
Johann Debranin dargestellt als Ktitor (Stifter) des Klosters Sveti Jovan Bigorski bei Debar im heutigen Nordmazedonien.

Johann I. Debranin (bulgarisch Йоан Дебърски; † 1037) war ein bulgarischer Geistlicher des 11. Jahrhunderts.
Er war Bischof unter Zar Samuil, und blieb auch danach im Amt, wodurch er der erste slawische Erzbischof von Ohrid nach dem Fall des Ersten Bulgarischen Reiches wurde. Danach gehörte das Gebiet zur byzantinischen Provinz Bulgarien.
Laut dem französischen Historiker du Cange wurde Johann in der Nähe des Dorfes Debar im heutigen Mazedonien geboren. Als Kaiser Basileios II. 1018 Bulgarien eroberte, entschied er, auch die zuvor autokephale Bulgarisch-orthodoxe Kirche zu unterwerfen und etablierte das Erzbistum Ohrid. Johann wurde dadurch zum ersten Erzbischof von Ohrid. 
1020 gründete er das Kloster Sveti Jovan Bigorski bei Debar im heutigen Nordmazedonien. Davor war er Hegumen in einem Kloster in Debar. Er blieb im Amt bis zu seinem Tod 1037.
In der Kirche des heiligen Kyrill in Kiew in der heutigen Ukraine besteht ein Fresko des heiligen Johann I. Debranin, welche aus dem 12. Jahrhundert datiert.